# آرت هاريس
آرت هاريس (بالإنجليزية: Art Harris)‏ مواليد 13 يناير 1947 - الوفاة 13 أكتوبر 2007، كان لاعب كرة سلة أمريكي. بدأ مسيرته الاحترافية في سنة 1968. تم اختياره من قبل فريق سياتل سوبرسونيكس خلال الدرافت. بلغ طوله 6 قدم 4 بوصة (1.9 م). اعتزل اللعب في 1972. لعب مع سياتل سوبرسونيكس وفينيكس صنز.

## روابط خارجية
- آرت هاريس على موقع إن بي أي (الإنجليزية)
- آرت هاريس على موقع سبورتس رفرنس (الإنجليزية)
- آرت هاريس على موقع كلية كرة السلة في سبورتس رفرنس.كوم (الإنجليزية)
- آرت هاريس على موقع ريلجم (الإنجليزية)
- آرت هاريس على موقع بروبوليرز (الإنجليزية)